# احتياط (لغة)
الاحتياط في اللغة هو الحفظ وفي الاصطلاح حفظ النفس عن الوقوع في المآثم. يقال احتاط الرجل أخذ في أموره بالأحزم، واحتاط الرجل لنفسه أي أخذ بالثقة. الاحتياط في اصطلاح أهل اللغة هو أن يؤتى في سياق الكلام بما يلطف معناه عند المخاطب.

## وصلات خارجية
- احتياطات الكاتب الجامعي
- تجزیه و تحلیل کلام
- La «distanciation» (hedge) comme politesse négative[وصلة مكسورة]
- Hedging: A Challange for Pragmatics and Discourse Analysis